# Gos llop

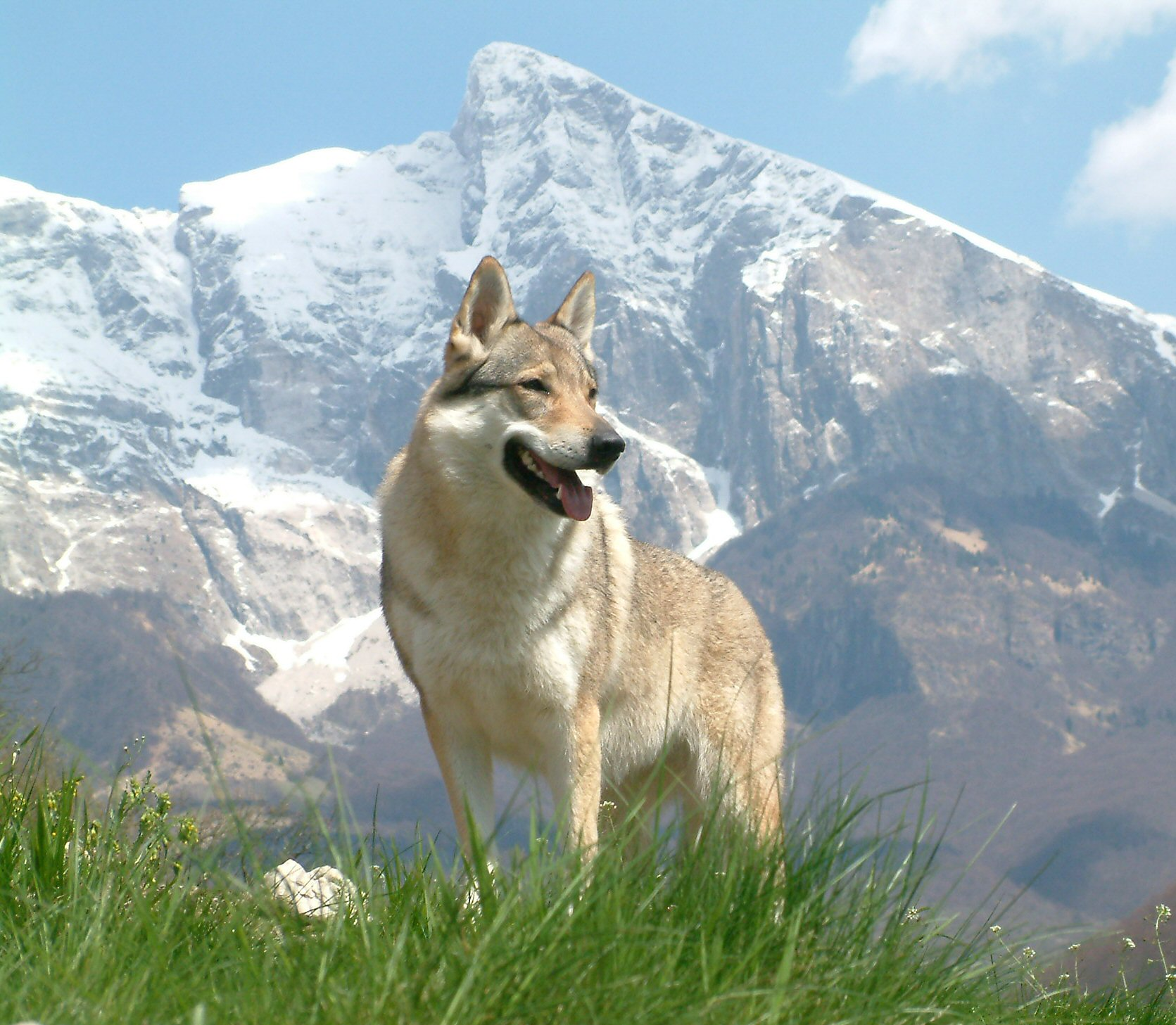
Gos llop txecoslovac

El gos llop és el resultat d'un encreuament entre un gos (Canis lupus familiaris) i un llop (Canis lupus). Als Estats Units es considera que un gos llop té algun avantpassat llop amb una limitació de cinc generacions, més enllà se'l considera només un gos. Aquesta denominació inclou també les races de gossos que se'n diuen, com els de Saarloo o els italians (vegeu les races de gos llop).
Sovint se'ls anomena híbrids de gos i llop o simplement híbrids de llop, però la denominació no és correcta, ja que avui dia se sap que el gos és una varietat de llop, que són per tant una sola espècie, i que la descendència d'aquestes dues races té plena capacitat de reproducció, motiu pel qual i per definició, no pot ser un híbrid. Les mescles de gossos amb altres cànids a vegades dona problemes de fertilitat i de salut en la descendència després d'algunes generacions.

## Història

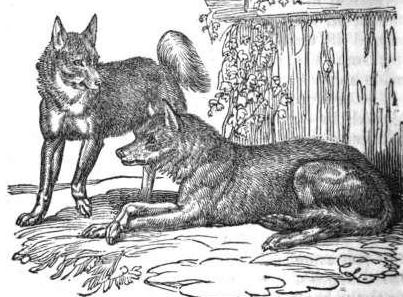
Gossos llop, il·lustració de The Menageries: Quadrupeds, Described and Drawn from Living Subjects de W. Ogilby, 1829

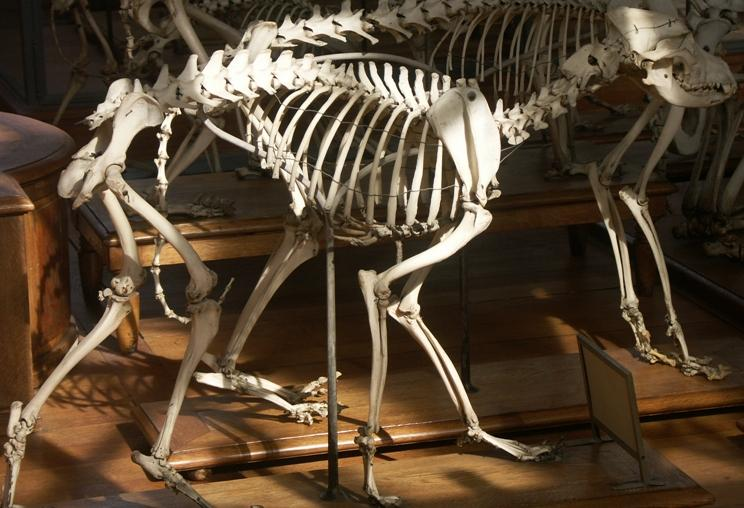
Esquelet d'un gos llop al Museu Nacional d'Història Natural de París.

Com que el gos és una subespècie del llop, és difícil determinar amb total certesa que les restes de mestissos de gossos llop d'època prehistòrica no siguin restes de llops o dels primers gossos domesticats.
Existeixen diversos estudis sobre els orígens del gos domèstic i de com alguns llops van passar a viure amb els homes i a ser domesticats i "transformats" en gossos, tot i que no hi ha un acord a escala internacional, encara que molts dels estudis es basin en l'ADN mitocondrial (el rastre genètic que passa de mares a filles), tots coincideixen que en fa més de 10.000 anys.
Segons Danny Walker i George Frison, l'anàlisi de diversos cranis de cànids trobats en alguns jaciments arqueològics de l'estat de Wyoming (EUA), cranis amb una antiguitat que deu rondar els 10.000 anys, ha demostrat que els gossos amerindis domesticats es van anar barrejant al llarg del temps i repetidament amb llops autòctons creant una mena de raça heterogènia de gossos llop domesticats, de moment no s'ha pogut precisar ni les dates exactes ni la zona concreta en la qual es practicaven aquests mètodes de cria. S'han trobat casos similars a Europa, on sembla que gossos, llops i gossos llops, tots domesticats i convivint amb els humans, haurien participat en les caceres de mamuts i en els àpats posteriors, i que haurien estat enterrats de forma ritual junt amb els humans.
La doctora Linda Manzanilla, de la Universitat Nacional Autònoma de Mèxic, va dirigir una investigació multidisciplinària a la zona de Teotihuacan (prop de l'actual Ciutat de Mèxic) entre el 1992 i el 1996. Arran de les excavacions es va trobar, entre d'altres, les restes de 455 cànids que convivien amb els habitants de la zona. Pertanyents a diferents èpoques (des de l'any 250 al 1500, però majoritàriament d'entre el 600 i el 950), 20 d'ells es van considerar d'una altra raça o espècie i es van analitzar a fons: es va arribar a la conclusió que es tractava de mestissos de gos i llop, probablement descendents de l'encreuament de gossos comuns mesoamericans (una raça trobada arreu de Centreamèrica, amb una estructura i característiques estàndards) i de llops mexicans (canis lupus bailey). Es creu que aquests encreuaments van ser provocats pels mateixos humans, amb finalitats rituals i religioses, igual que avui dia encara es creuen femelles de gos amb coiots a Mèxic. També es va proposar que els animals representats en algunes pintures murals podrien ser gossos llops i no estranys coiots, xacals o alguna subespècie de cànid desapareguda.

## Descripció
L'aparença d'un gos llop depèn de la raça de gos i la raça de llop dels seus progenitors. La mida, la forma, el pelatge, l'aspecte en general poden ser molt variats i són difícils de classificar, igual que passa amb els gossos mestissos descendents de dues o més races. Les variacions són molt diverses i per a arribar a aconseguir una raça "estable" (amb una morfologia ben definida i uns estàndards concrets) s'han de seleccionar els individus durant diverses generacions. Cal tenir en compte que els encreuaments més habituals entre gossos i llops solen ser amb subespècies de llops de zones fredes del centre o del nord d'Europa, d'Àsia i de Nord-amèrica (subespècies a les fotos: llop de la tundra, llop de Mackenzie i llop rus), que són més grans, robustos i més peluts que els llops de zones càlides i àrides (subespècies a les fotos: llop àrab, llop italià i llop mexicà):

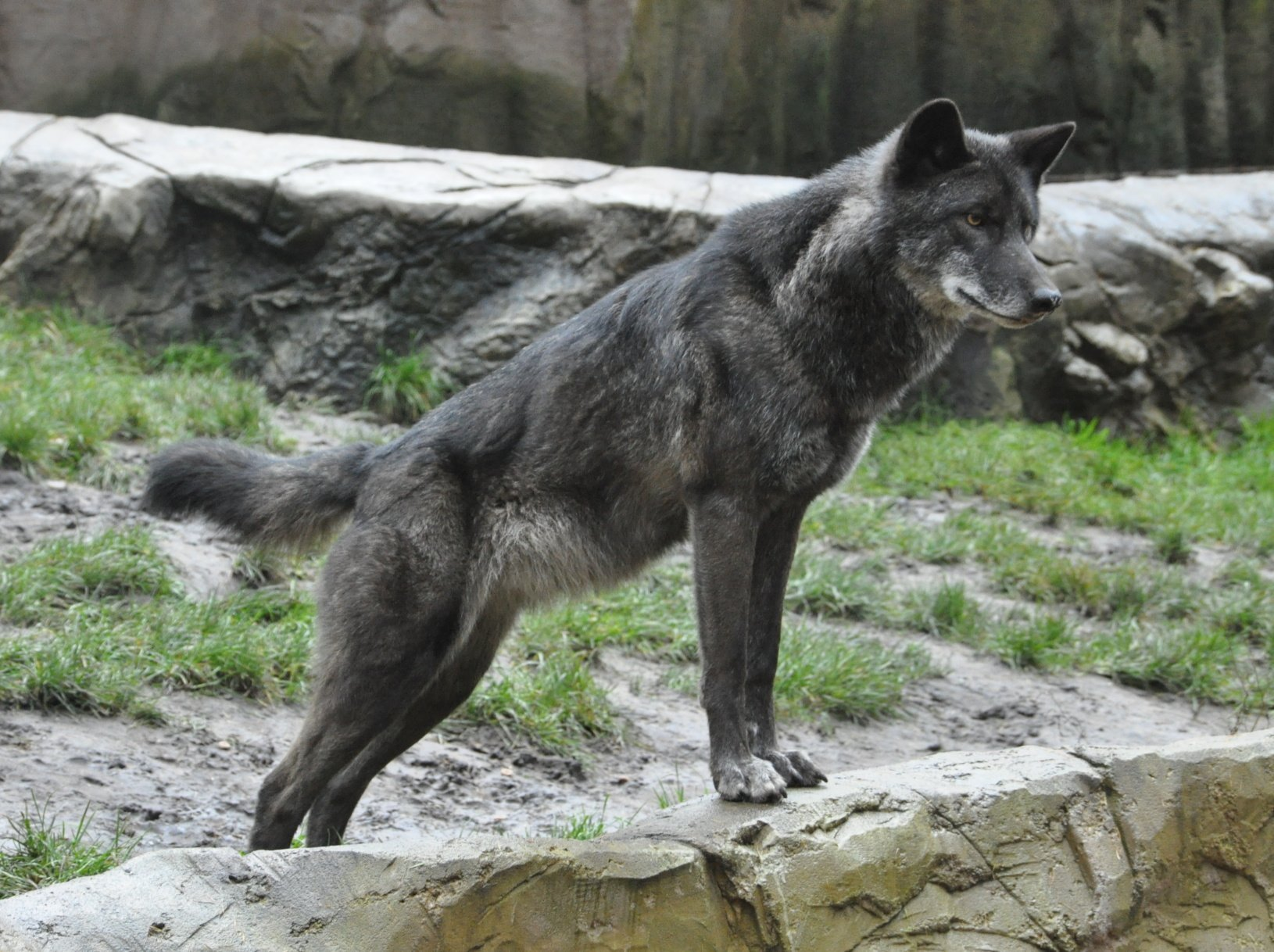
Llop algonquí, de la tundra canadenca.
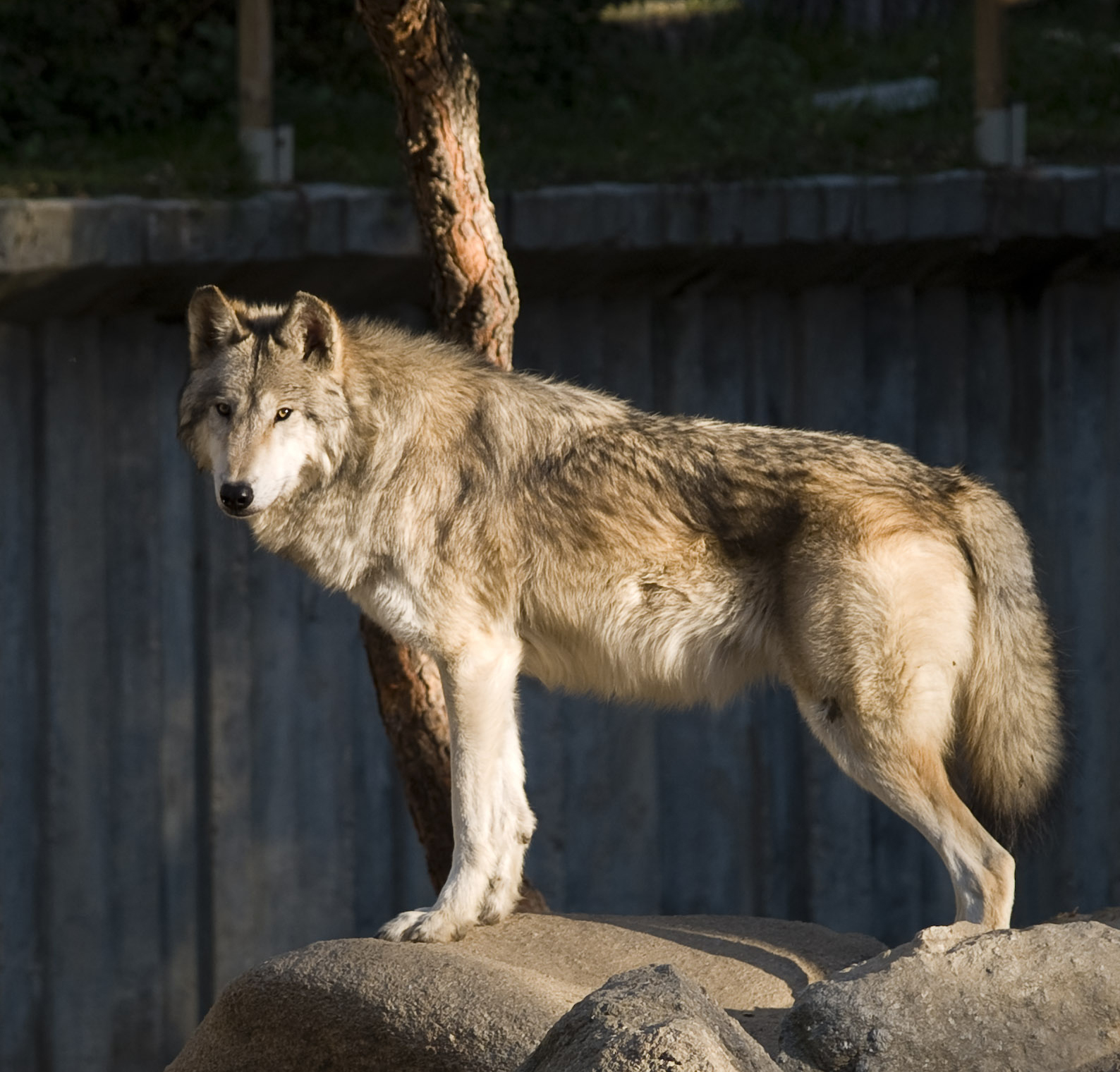
Canis lupus occidentalis, llop de Mackenzie (Canadà i Alaska), el llop reintroduït a Yellowstone.
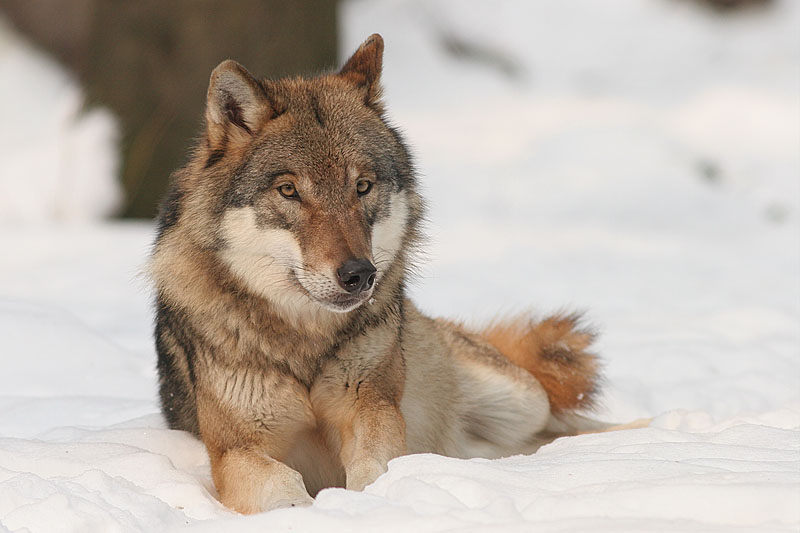
Canis lupus communis, llop rus o llop de Sibèria.
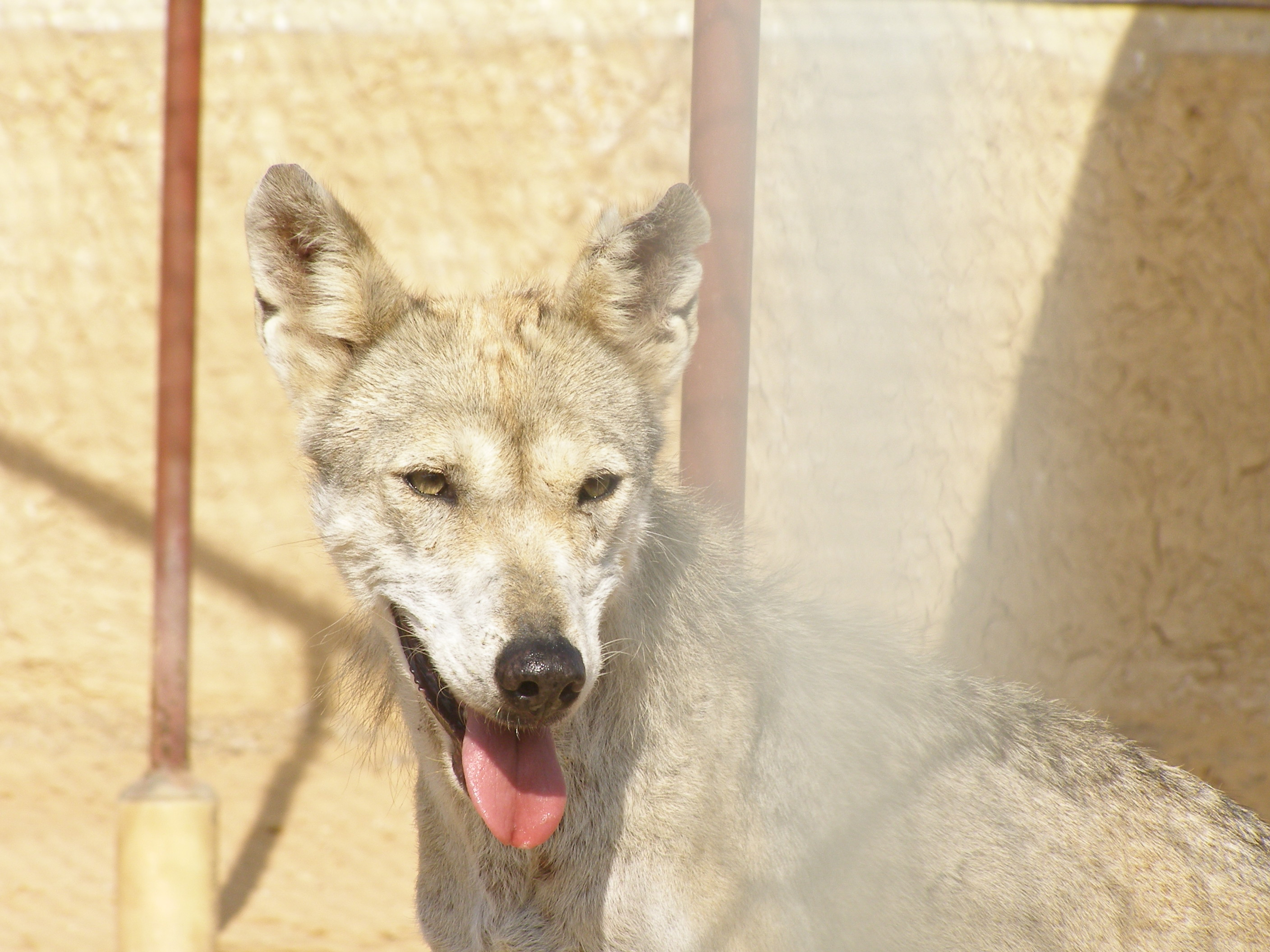
Canis lupus arabs, llop àrab.
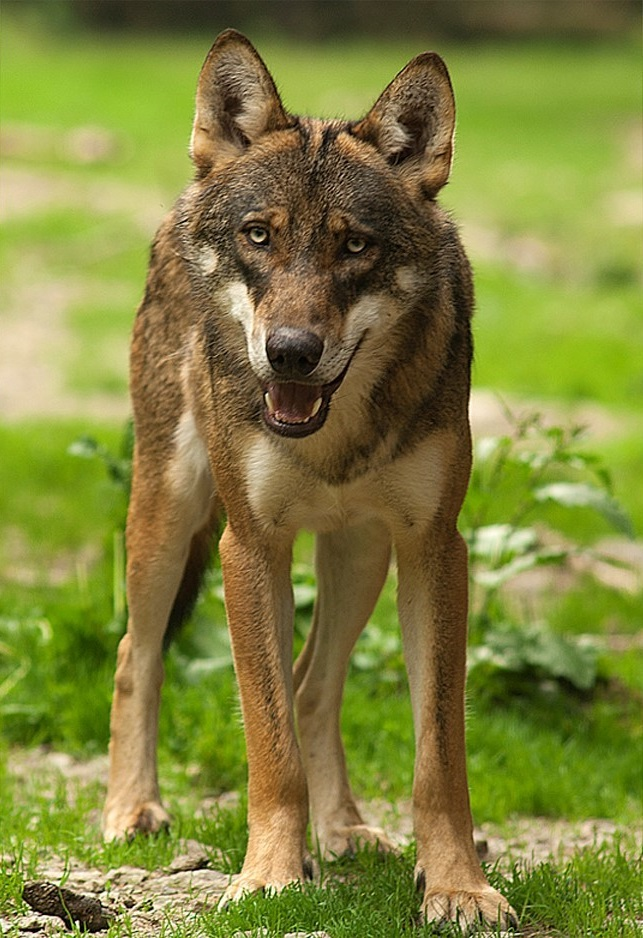
Canis lupus italicus, llop italià.
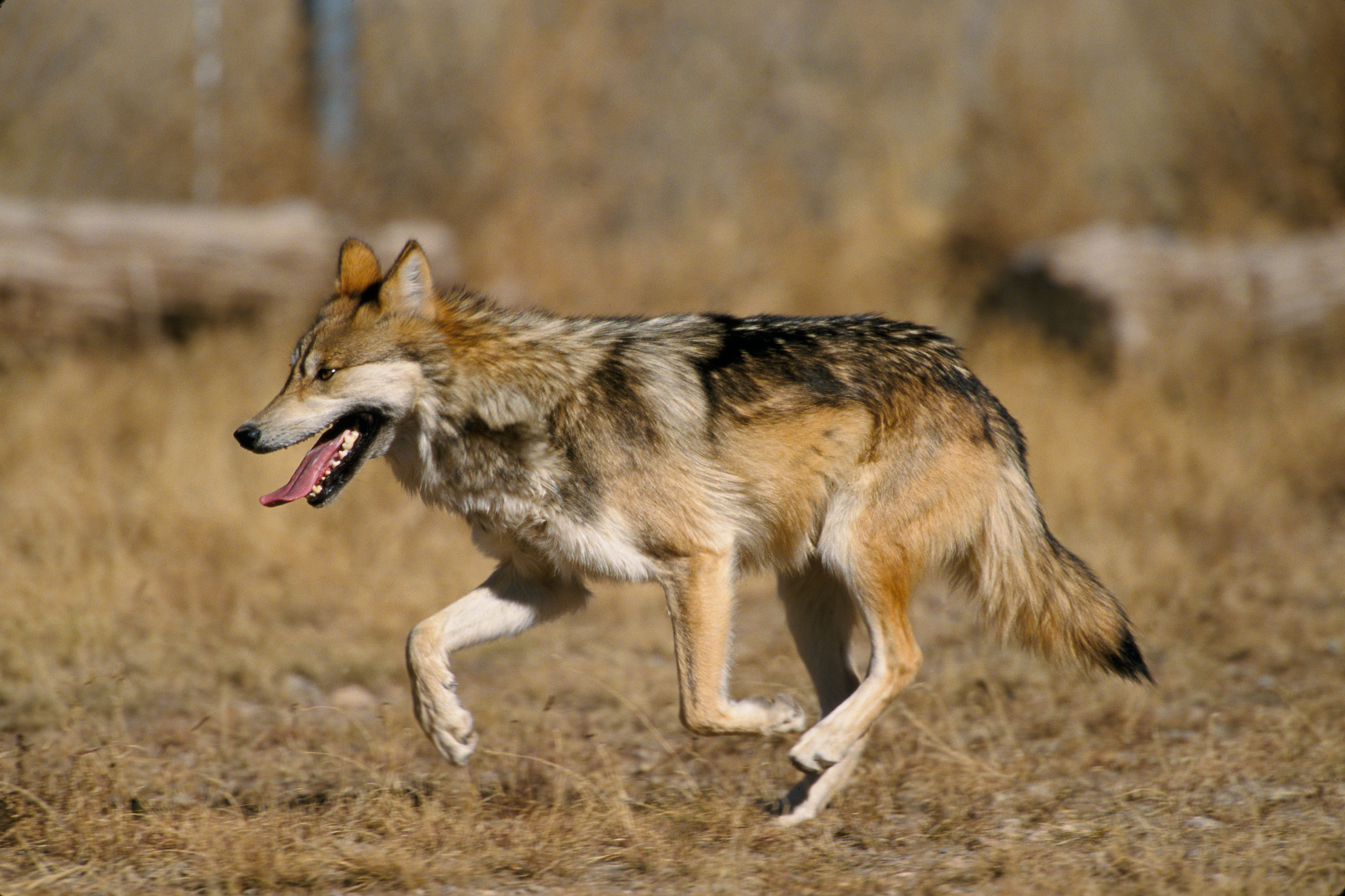
Canis lupus baileyi, llop mexicà.

En general, la majoria de gossos llop, sobretot en les primeres generacions després de l'encreuament, tenen l'aspecte extern d'un llop amb unes quantes variacions heretades dels progenitors gossos: normalment el pèl adquireix tonalitats més diverses, pot perdre part del camuflatge del pelatge dels llops (vegeu: cripsi), i pot esdevenir menys abundant (especialment en zones com les orelles), poden aparèixer taques de colors, la forma del crani, la posició i la forma de la cua, la corpulència (més "prims" que un llop els que estan barrejats amb gossos de tipus estilitzat, com els caniches o els llebrers, i més "amples" i amb major corpulència els que s'han mesclat amb molosos o gossos similars, com el pastor alemany), la mida dels peus (més curts) i l'aparició d'esperons a les potes del darrere (els llops i d'altres cànids no en tenen), entre d'altres. En canvi, solen mantenir la gran dentadura del llop. El comportament sol ser similar al dels llops, però si estan en llibertat o semi llibertat acostumen a formar grups més grans, com els gossos i no com els llops, que són més solitaris per naturalesa, i acostumen a tenir menys recel dels humans que els llops.

### Confusió
És habitual que es confonguin algunes races de gossos d'aparença similar a la dels llops amb els gossos llops. Entre els "no entesos" és fàcil pensar que els gossos amb una aparença més primitiva, com els akita inu, els Keeshond i d'altres races poc conegudes o poc freqüents es confonguin amb un gos llop. La majoria d'aquestes races pertanyen al grup de gossos de tipus nòrdic anomenats "Spitz". Les fotografies següents mostren algunes d'aquestes races:

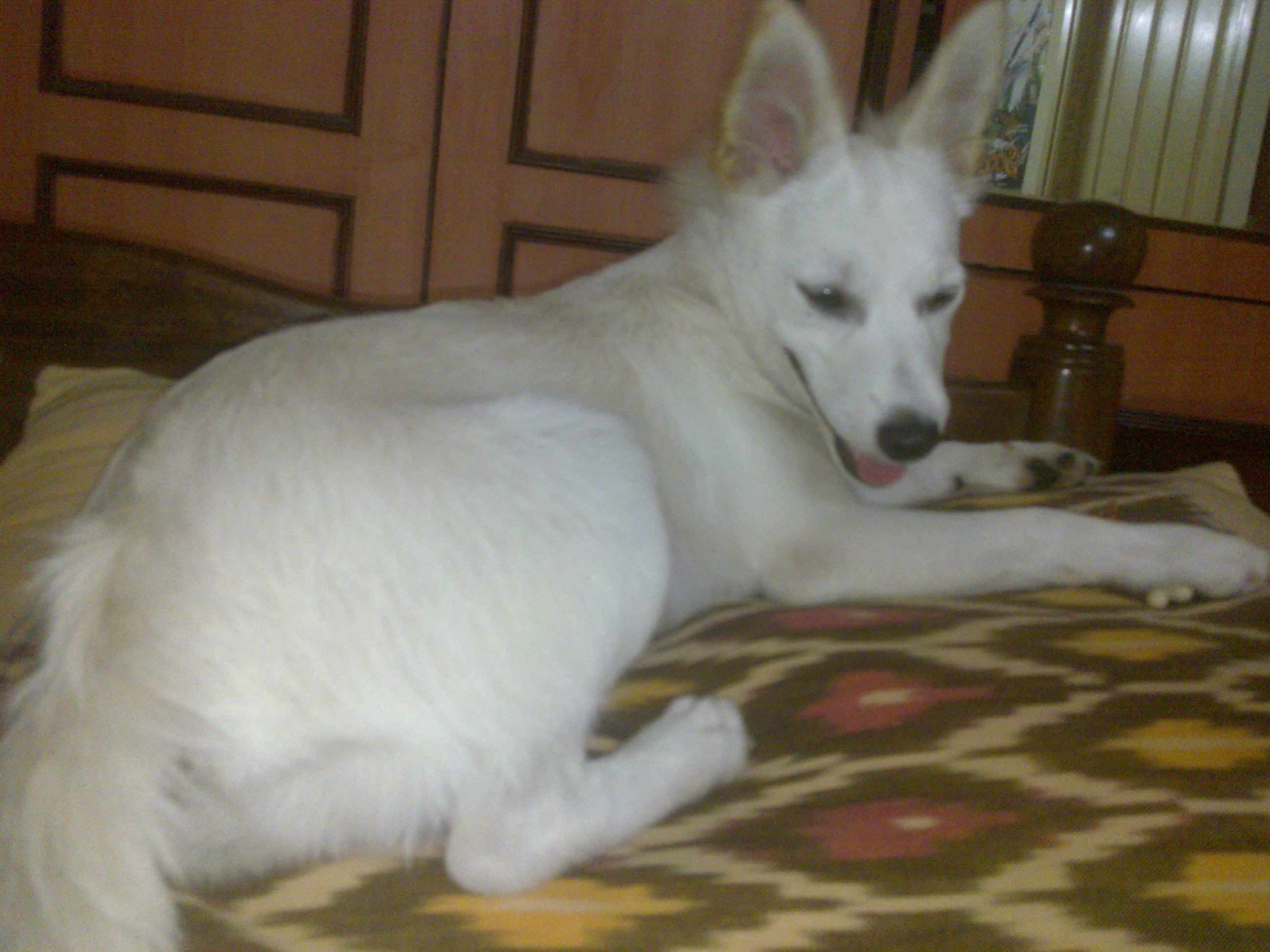
Spitz indi
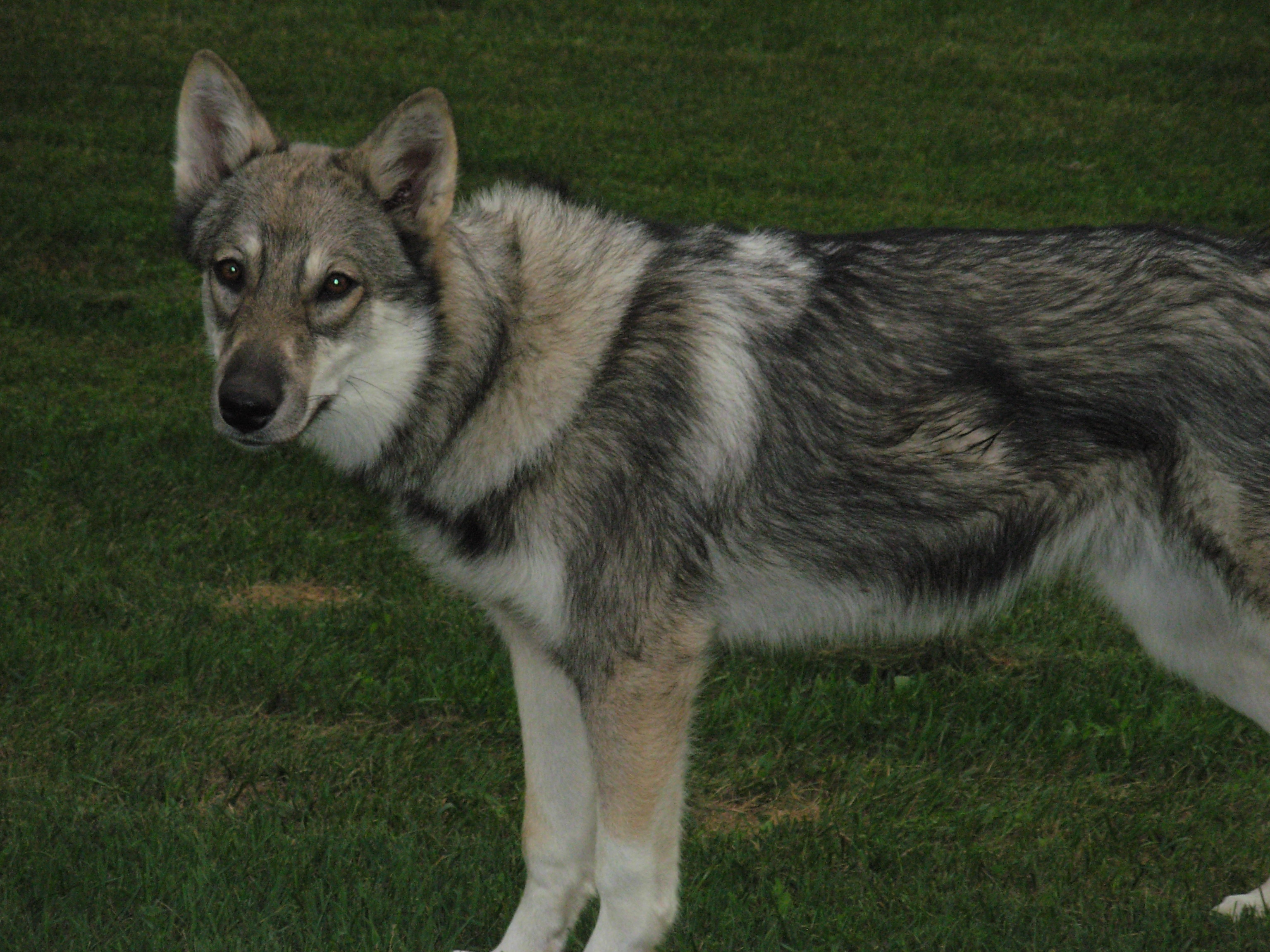
Gos dels nadius americans
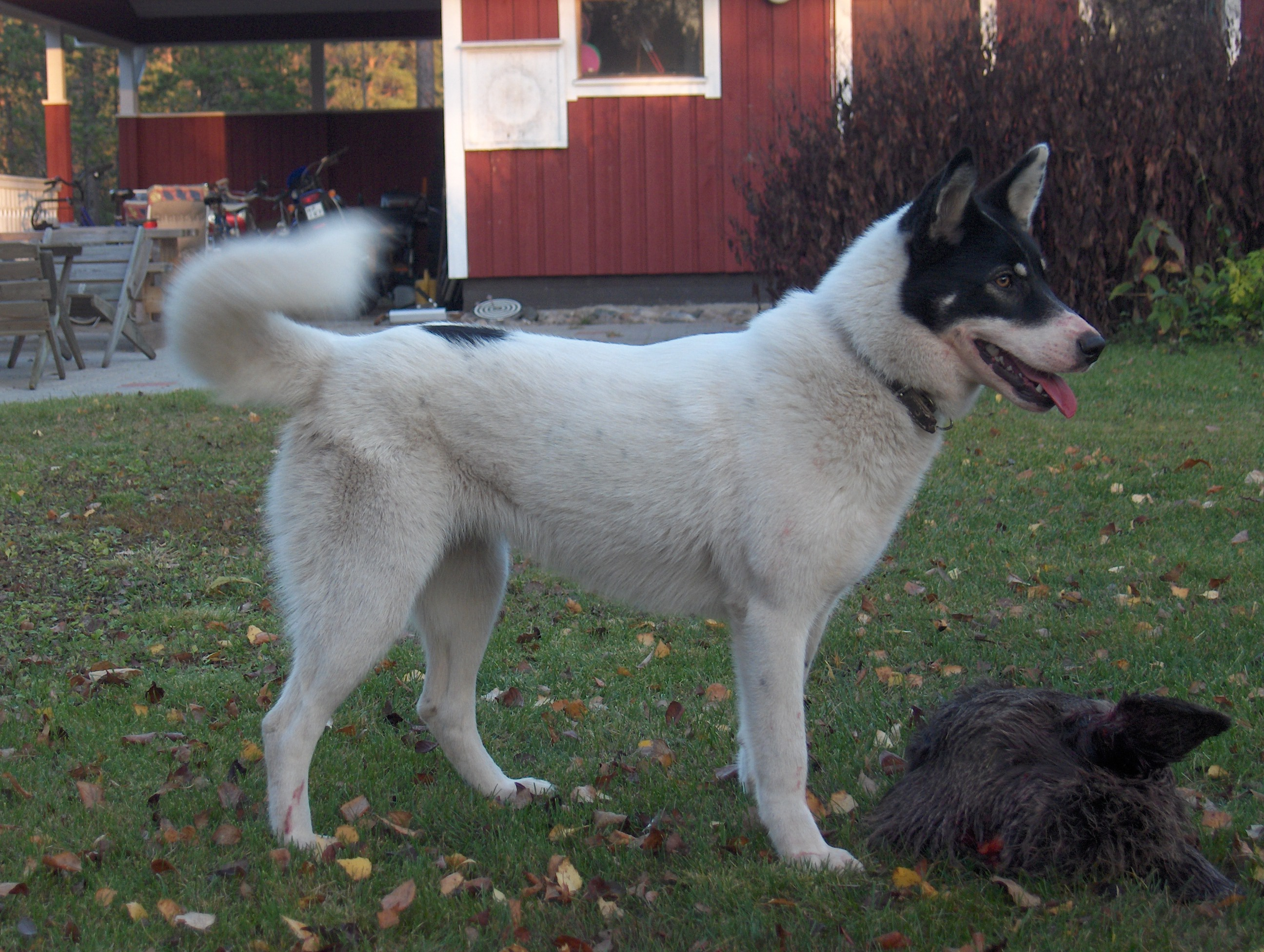
Laika de la Sibèria Oriental
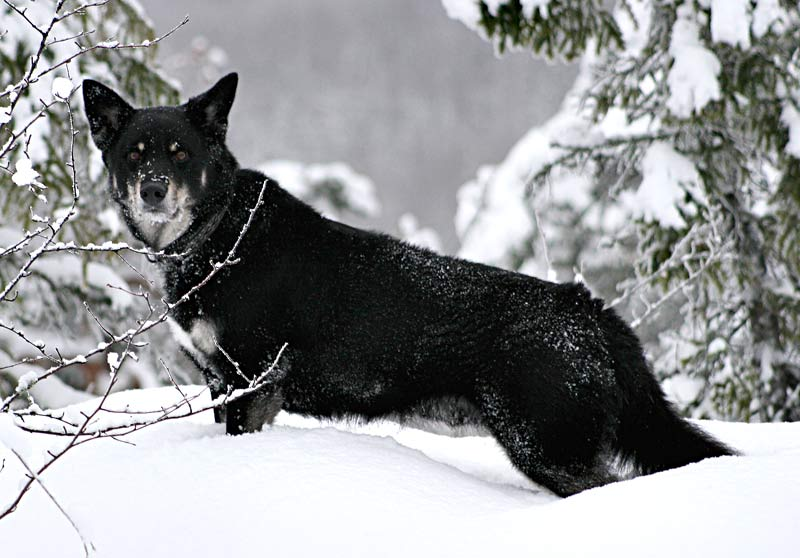
Lapinporokoira
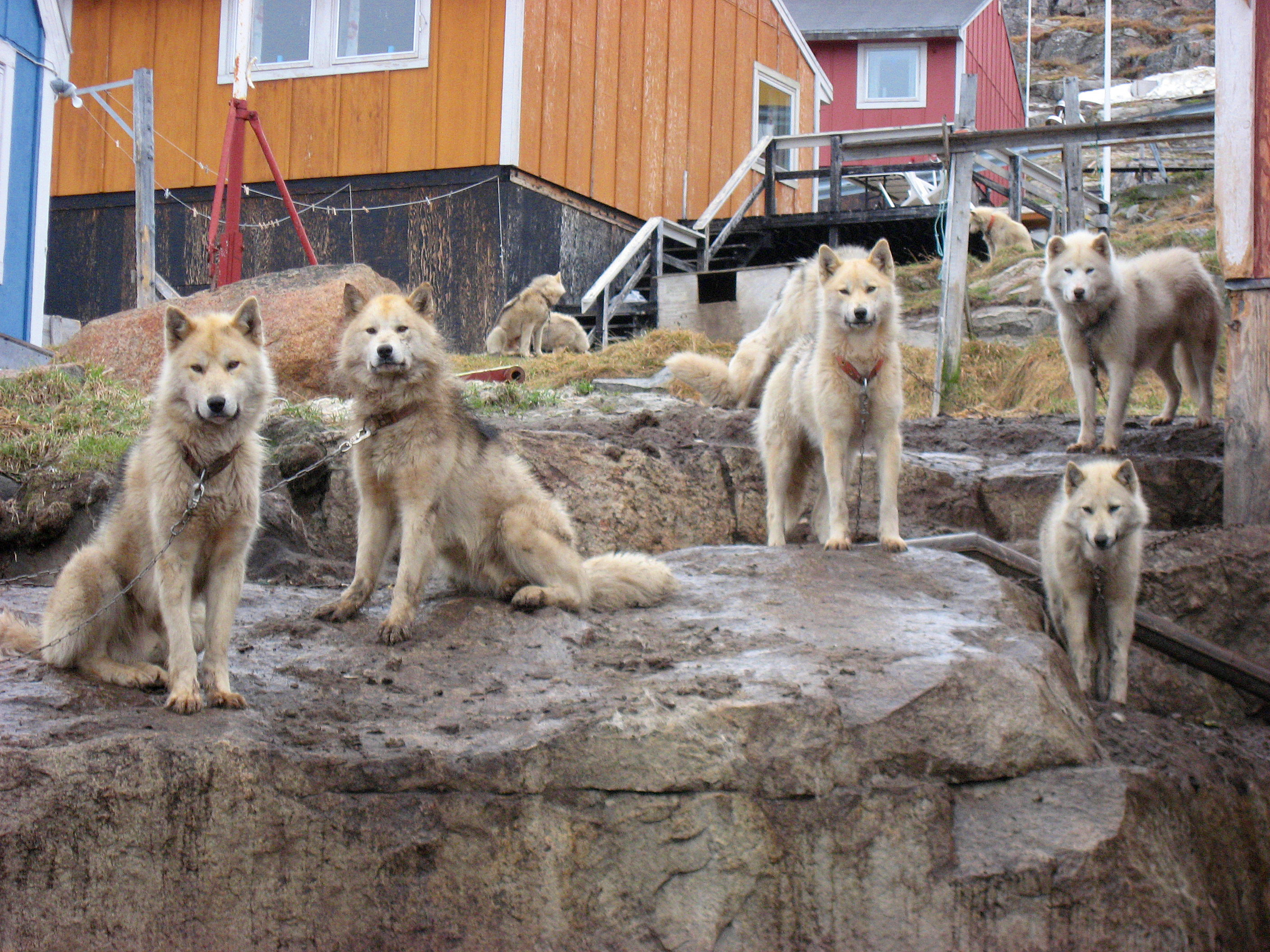
Gossos de Groenlàndia (els gossos de tir de l'explorador Amundsen).

## Salut
Els encreuaments premeditats entre gossos i llops amb la finalitat de crear noves races (com el gos llop italià, el txecoslovac o fins i tot el Sulimov, un encreuament entre gos i xacal) s'han fet principalment pels següents motius:
- Millorar l'adaptació al medi (un cas molt clar és el Lupo Italiano o gos llop italià).
- Optimitzar les capacitats i habilitats naturals dels gossos de treball (possiblement el més destacat és el Sulimov que, segons el seu creador i el personal d'Aeroflot, supera de llarg les capacitats olfactives dels gossos normals, fins i tot les del Bloodhound)
- Millorar la salut, la resistència i la longevitat (si és possible) dels gossos de treball, ja que la manca de selecció natural i els alts nivells de consanguinitat (entre d'altres factors) en algunes races han provocat una degeneració dels gossos amb pedigrí. Això també s'està fent mitjançant el creuament d'algunes races més perjudicades, com el pastor alemany amb línies de cria de treball d'altres races properes (com el pastor belga de la varietat malinois). Vegeu també: Heterosi.
- La cria indiscriminada de mestissos de gos i llop als EUA es basa més en criteris de "modes" i "tendències", amb el fet de tenir un "animal exòtic" a casa, i no té res a veure amb els motius anteriors.

Els gossos llops acostumen a ser animals sans, sense problemes de salut destacables. Als Estats Units, on es creu que hi ha una població de més de 300.000 individus «domèstics», i en l'àmbit veterinari, els únics dubtes que han sorgit són l'efectivitat de les vacunacions (especialment la de la ràbia). Un altre factor a tenir en compte és l'alimentació: els llops mengen carn i ocasionalment verdures i fruits, tot cru, mentre que els gosso domèstics habitualment s'alimenten amb productes elaborats, alguns experts recomanen que se'ls alimenti amb productes crus, com a mínim al 50%.

## Caràcter i comportament

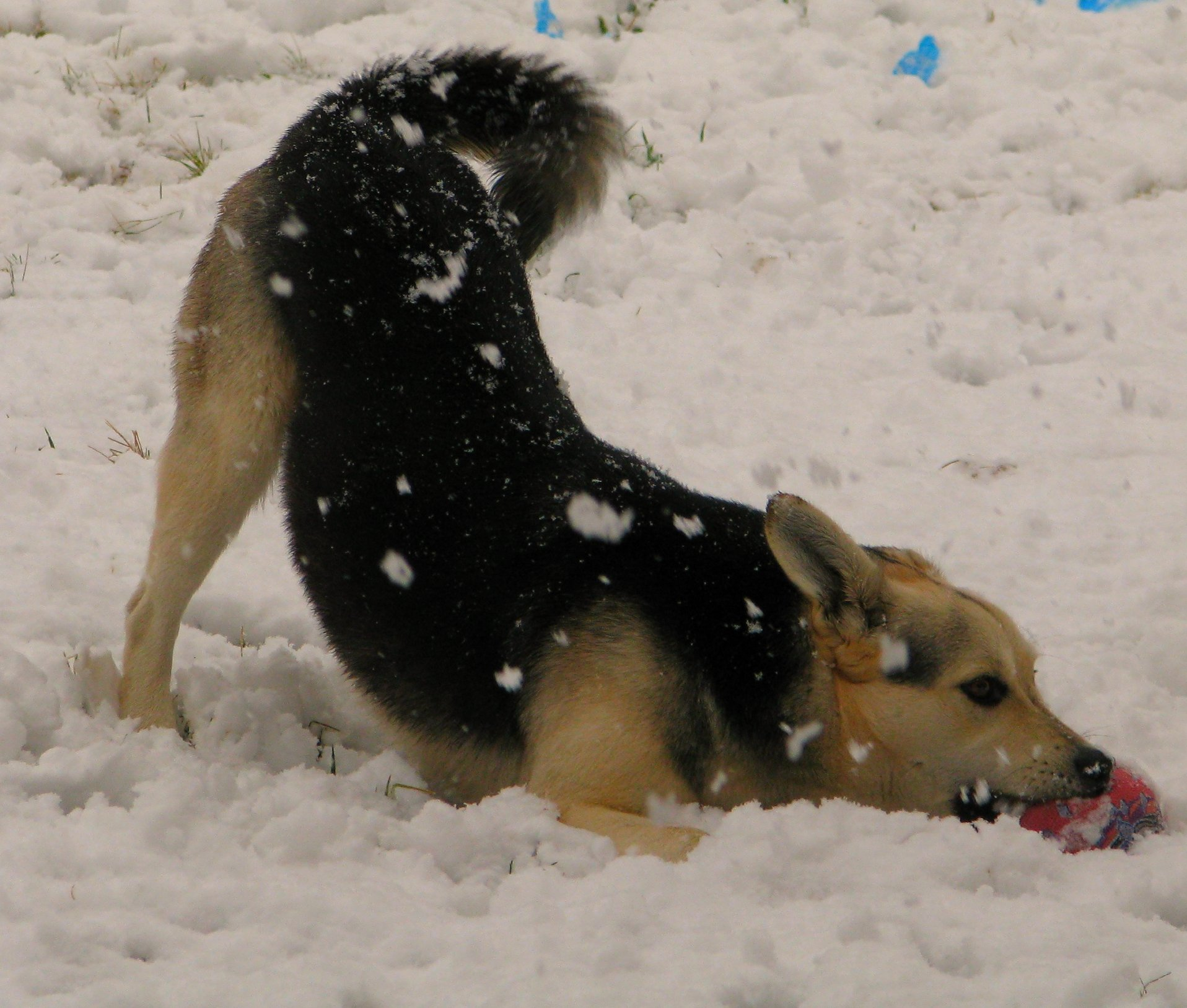
Mestís de gos i llop, que recorda un pastor alemany, juga a pilota.

Tant el caràcter com el comportament d'aquests animals és, d'entrada, imprevisible: Com que no se sap quins trets genètics dominaran en l'individu, no se sap per tant, si el seu caràcter serà més proper al del llop o al del gos. Com a norma general, depèn del percentatge de gos i de llop que tinguin, per exemple, el fill d'un gos llop (al 50% entre ambdues races) i d'un gos, essent només un 25% llop, serà segurament molt proper als altres gossos de races similars (si l'ascendència és de pastor, tindrà majoritàriament el comportament i el caràcter d'un gos de pastor), tot i que fins a la tercera generació (12,5% de llop) o la quarta (6,25% de llop) no es pot assegurar amb certesa que el comportament propi del llop no sorgirà com a dominant en l'individu.
El desenvolupament del llop durant la seva vida és força diferent del gos, per exemple, creixen força fins als 2 o 3 anys de vida, amb una crescuda important fins a l'any (aprox.) i una crescuda progressiva fins als dos anys i mig o tres (apreciable a simple vista), en canvi el gos fa una gran crescuda fins a una edat d'entre 10 i 14 mesos aproximadament (depenent de la raça i la mida) i, tot i que continua creixent fins a l'any i mig o dos, quasi no s'aprecien els canvis. El caràcter i el comportament van estretament lligats a aquest creixement físic: el gos (depenent sempre del grup al qual pertanyen, si són molosos o gossos de pastor, ...) acostuma a tenir un comportament de cadell fins als 8 - 12 mesos, a partir d'aquí entra en l'adolescència fins als dos anys aproximadament i després ja es comporta com un gos adult, pel que fa al llop té un desenvolupament similar, però a partir de l'adolescència comença a tornar-se agressiu i destructiu amb l'entorn si no se li permet tenir una vida salvatge.

### La problemàtica als Estats Units
Des de fa uns anys ha aparegut als EUA una moda o corrent de cria indiscriminada de mestissos de gos (de races molt diverses) i llop, al que popularment s'anomena "híbrid de llop". La manca d'informació per part de la gent en general i la bellesa i elegància d'aquests exemplars n'ha afavorit la compra. Però quan el cadell es desenvolupa i apareix el caràcter independent i agressiu del llop, molts d'aquests gossos acaben abandonats o en gosseres on són sovint sacrificats. Hi ha una sèrie de problemes afegits causats pel comportament destructiu i per l'escapisme innat de la majoria d'aquests individus, que pot arribar a causa accidents o agressions a la gent, a altres gossos i animals domèstics i, fins i tot, a alguns animals de granja. També causen accidents de trànsit.

#### La problemàtica a Europa
A Europa els problemes dels gossos llops, com a mínim de moment, no tenen res a veure amb els dels nord-americans. El problema principal és el que hi ha arreu amb les mescles entre cànids salvatges de diferents espècies, on les races o espècies originals s'estan perdent i cada vegada hi ha una població més abundant de mestissos i menys exemplars de pura raça. A Alemanya aquest fet representa una amenaça més per als pocs exemplars de llop pur que hi ha. Per una banda, per llei estan protegits els mestissos de llop, fins a la quarta generació, amb el mateix estatus que un llop salvatge i per l'altra es busca supervisar constantment les poblacions de llop i retirar els exemplars mestissos.

## Races de gossos llop
Actualment existeixen com a mínim set races de gossos creades a partir d'encreuaments amb llops. Cinc d'aquestes races provenen d'encreuaments amb pastors alemanys, els trets distintius venen determinats sobretot per la raça dels llops amb què els van creuar. A Alemanya s'han realitzat diversos experiments per mitjà de creuar llops amb caniches. Els motius que han provocat aquests encreuaments són molt diversos i van des del desig de tenir "un llop a casa" fins a motius militars.
- Gos llop italià o Lupo italiano. Creat el 1966 a partir d'un pastor alemany i una femella d'una raça de llop endèmica dels Apenins de l'Alt Laci i extingida avui dia. A Itàlia té l'estatus de raça protegida. Actualment és el govern italià, mitjançant l'Organització per a la protecció del Lupo Italiano (Ente per la Tutela del Lupo Italiano o E.T.L.I. en italià) amb seu al Piemont, qui s'encarrega, en exclusiva i per llei, de criar i controlar aquests gossos.[19] És el gos de treball més emprat pels forestals i per la majoria de cossos de salvament i rescat italians, per la seva gran adaptació a la muntanya i a les zones nevades, on col·labora sovint en el salvament de persones atrapades per allaus.
- Gos llop txecoslovac. Creat a l'antiga Txecoslovàquia el 1955 creuant pastors alemanys i llops dels Carpats. Avui dia s'utilitzen molt com a gossos de treball. La raça està reconeguda des del 1999 per la FCI (Federació Cinològica Internacional) amb el número 332, categoria 1, secció 1 (gossos de pastor).
- Gos llop de Saarloo. Gos llop dels Països Baixos, és una raça creada per Leendert Saarloos a partir d'un encreuament entre un pastor alemany i un canis lupus occidentalis, una subespècie del llop originària de Nord-amèrica. La raça està reconeguda també des del 1999 per la FCI amb el número 311, categoria 1, secció 1 (gossos de pastor).
- Gos llop de Kunming (xinès: 昆明狼狗; pinyin: Kūnmíng lánggǒu). Gos llop originari de la Xina, es va crear cap al 1950 a partir de pastors alemanys i d'altres gossos de pastor i de llops. Es desconeix les races concretes de llops que es van utilitzar en els encreuaments. La raça es va crear amb finalitats militars a la província del Yunnan. Avui dia encara s'empren habitualment com a gossos de treball i també és freqüent trobar-los com a mascotes.
- Pastor de la tundra americana. Raça experimental creada creuant pastors alemanys amb llops de la tundra d'Alaska (Canis lupus tundrarum).
- "Wolamute". Encreuament de llops algonquins, uns llops de Nord-amèrica que habiten majoritàriament al Canadà i que estan en perill d'extinció, amb Malamuts d'Alaska.

## Fotografies

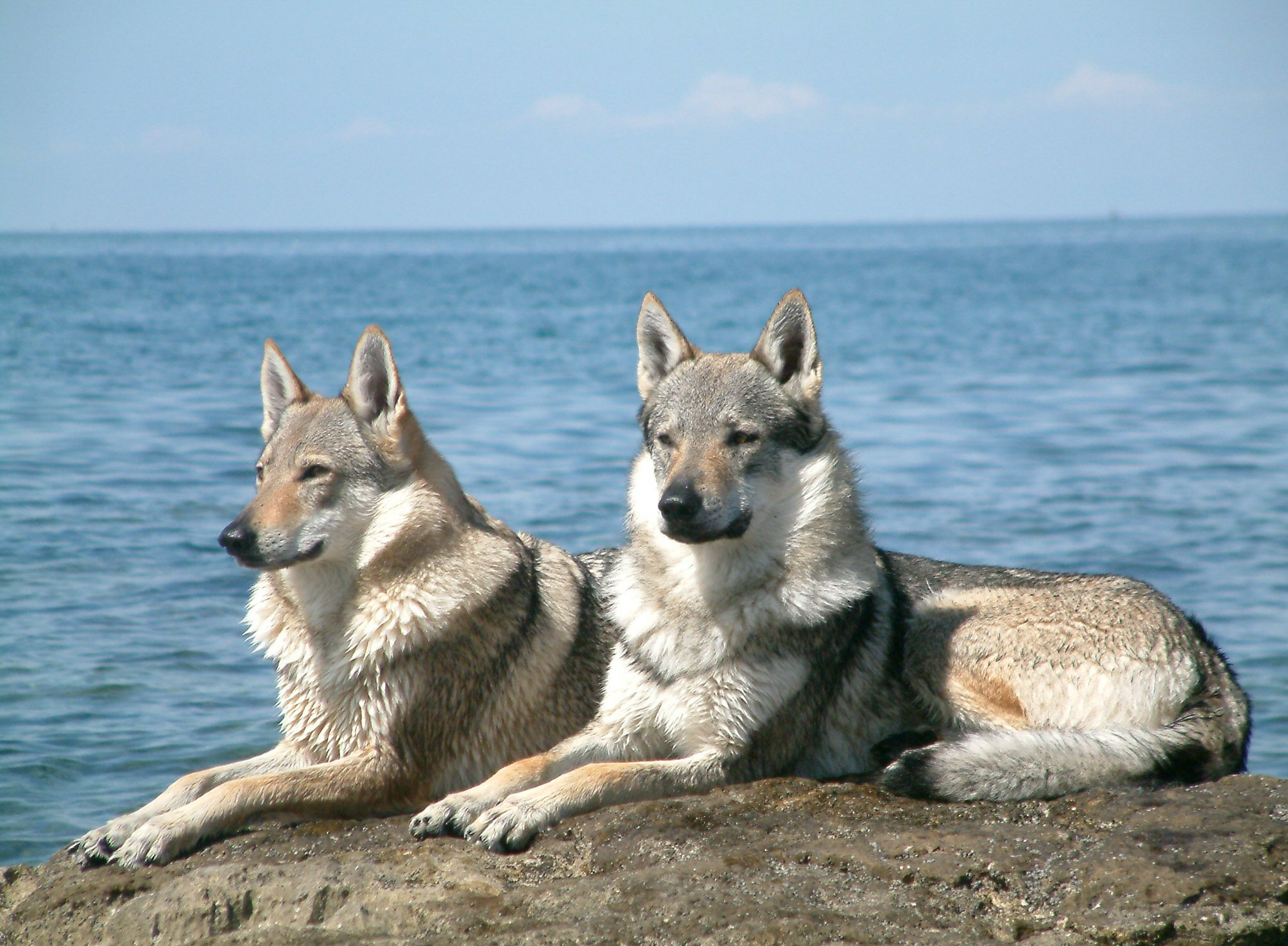
Parella de gossos llop txecoslovacs.
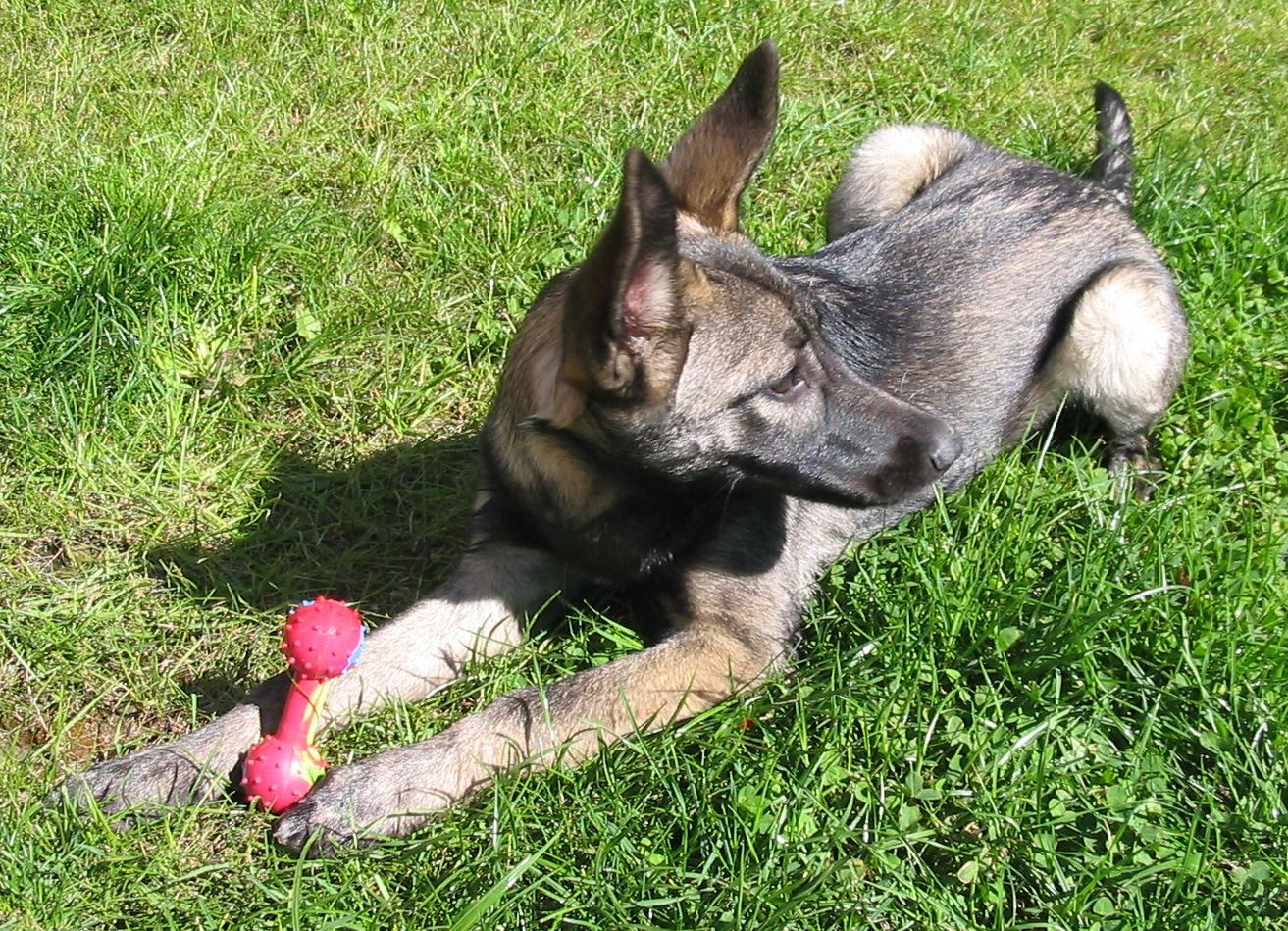
Gos llop italià.
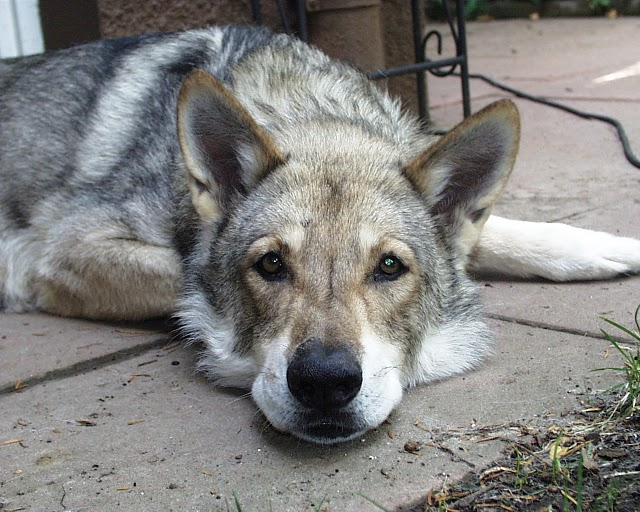
Gos llop de Saarloo.
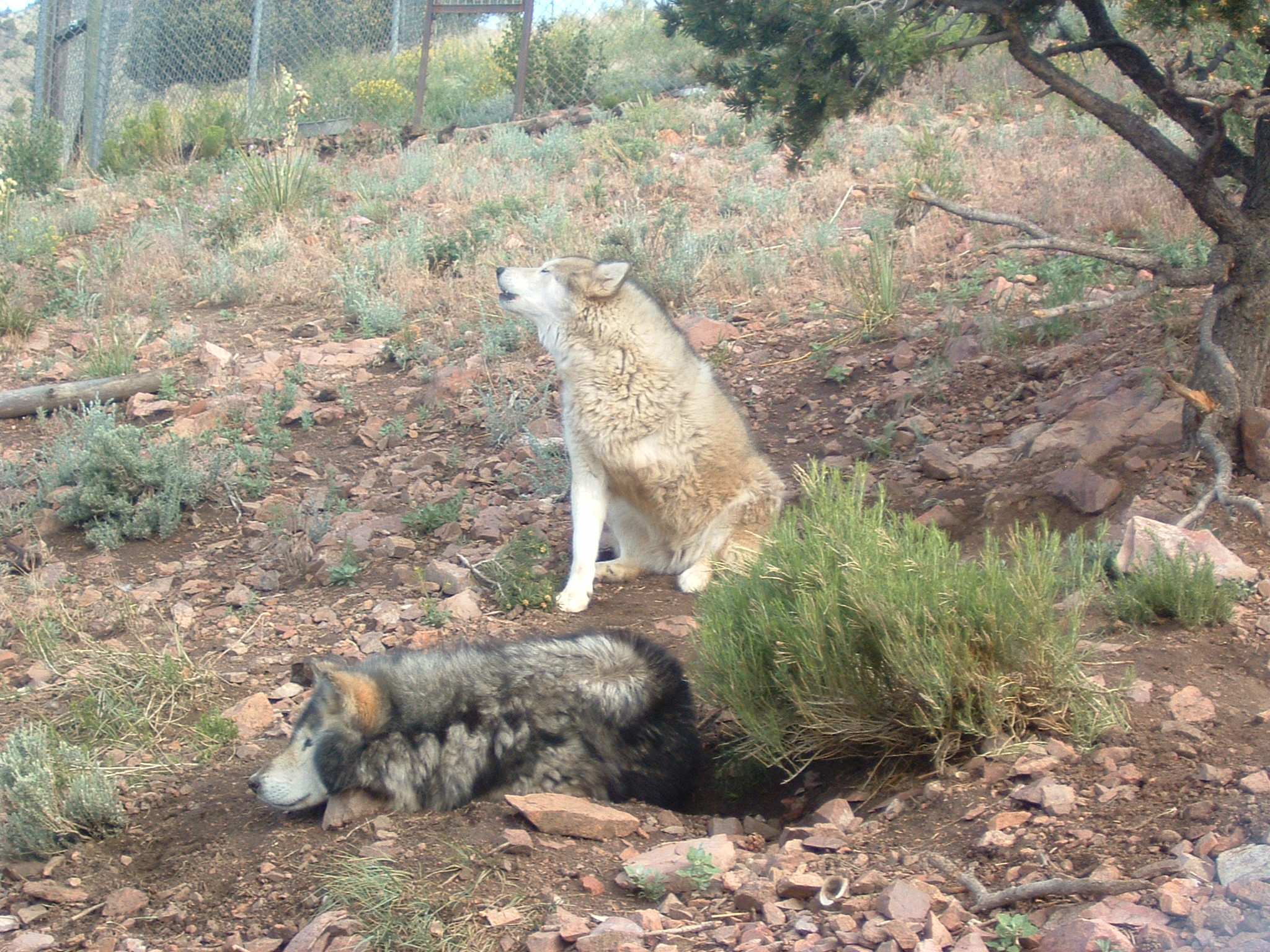
Creuat de llop i Husky siberià (el clar) i creuat de llop i Malamut d'Alaska (el fosc, ajagut).
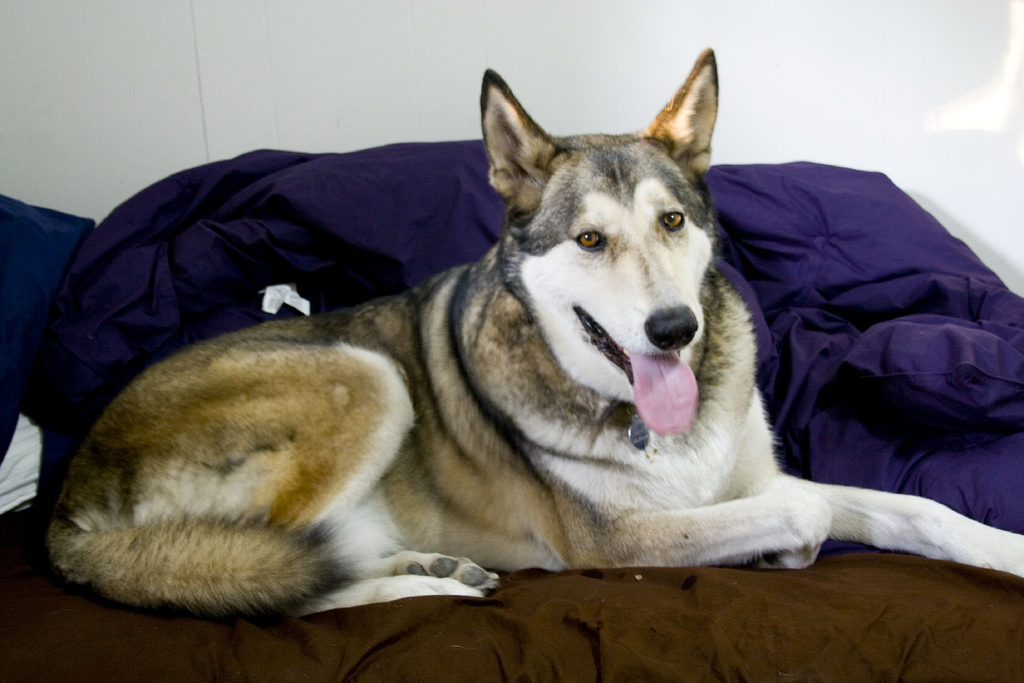
"Wolamute": creuat de llop i Malamut d'Alaska.
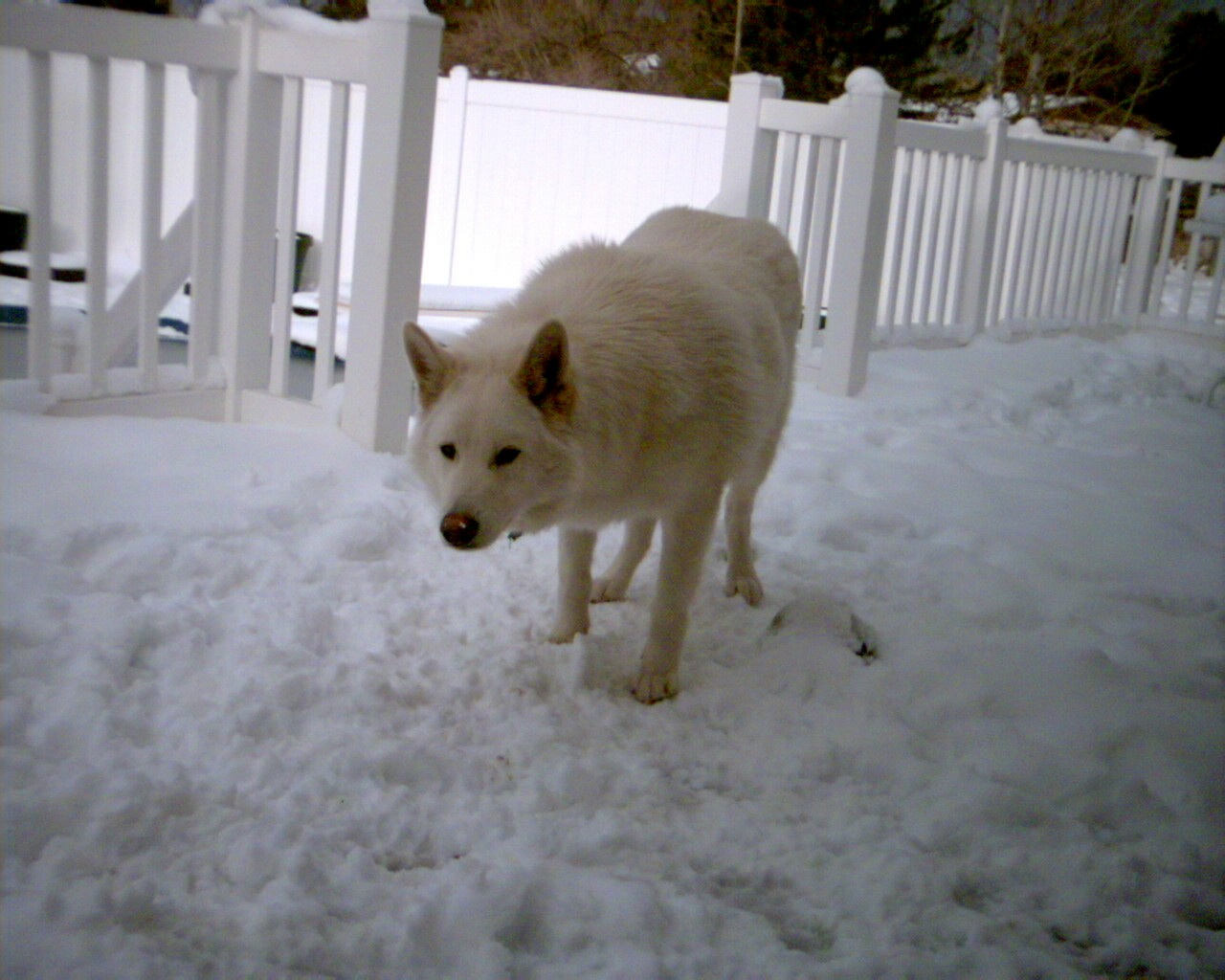
Creuat de llop i alguna raça d'Spitz, possiblement un Samoiede.

## Altres encreuaments entre cànids
- Gos coiot: encreuament entre un gos domèstic i un coiot (Canis latrans).
- Llop coiot: encreuament entre un llop i un coiot.
- Mestís de Dingo: encreuament entre un gos domèstic i un dingo (Canis lupus dingo o Canis familiaris dingo). S'ha comprovat que, com a mínim la raça de Bover australià té ascendència de Dingo.
- Gos xacal: encreuament entre un gos domèstic i un xacal (Canis aureus). La raça russa de gos Sulimov (Rus: Собакa Сулимова) prové d'una primera mescla entre gossos pastor lapons (Lapinporokoira) i xacals perses (Canis aureus aureus) i els cadells resultants es van creuar després amb Huskis siberians. Aquesta nova raça va ser creada el 1975 per Klim Sulimov, cap de seguretat de l'aerolínia russa Aeroflot. Avui dia s'utilitzen com a gossos de treball, sobretot per a detectar explosius.
- Mestís de guineu: encreuament entre un gos domèstic i una guineu (Vulpes vulpes). Tot i que no està comprovat científicament ni se n'ha fet cap estudi seriós, s'han relatat molts casos (sense proves) de mescla de gossos i guilles arreu del planeta. En anglès aquesta mescla s'anomena "Dox" (de "dog", gos, i "fox", guineu).

## Gossos llop a la cultura popular
- Ullal Blanc, protagonista de la novel·la homònima de Jack London (1906)[20]
- Balto, el gos de tir (Múixing) protagonista de les pel·lícules és un gos llop, el gos real en el qual es basen era un Husky siberià.[21]
- Encreuaments de gossos del tipus Spitz (com els huskis siberians o els malamuts d'Alaska) amb llops s'han utilitzat sovint en el món del cinema i la televisió per a simular llops purs, ja que són més fàcils de tractar i d'ensinistrar.
- Jed, el gos llop, un "Wolamute", va coprotagonitzar la pel·lícula del 1991 "Ullal blanc" (basada en el llibre homònim de Jack London) amb Ethan Hawk, també va aparèixer en la pel·lícula del 1985 "El viatge de Natty Gann" de Jeremy Kagan, i a "The Thing", de John Carpenter el 1982.
- "La faula del gos i el llop" descriu en forma de conte les diferències principals de caràcter i comportament entre un gos i un llop, trets que sovint presenten els gossos llops en un únic animal.[22]